# Дмитриевка (Михайловский район)
Дмитриевка — деревня в Михайловском районе Рязанской области России.
Другое название — Чермошня.

## История
Селение образовалось в 1864 году, когда часть крестьян была выселена из Дмитриевского уезда Орловской губернии деревни Черемшня. Первоначально имело названия Чермышня и Дмитриевка. Со временем осталось одно - Дмитриевка, которое вскоре стало произновиться как Дмитровка.
До 1924 года деревня входила в состав Горностаевской волости Михайловского уезда Рязанской губернии
.

## Население
| 1929 | 2007 | 2010 |
| ---- | ---- | ---- |
| 249  | ↘12  | ↘7   |

## [4]Примечания
1. 1 2  Всероссийская перепись населения 2010 года. 5. Численность населения сельских населённых пунктов Рязанской области
2. 1 2  Бабкин М. В. Михайловская волость и город Михайлов Рязанской губернии. Сжатый естественно-географический и историко-экономический краеведческий очерк. — 1929. Архивировано 1 апреля 2019 года.
3. ↑  Михайловская волость и город Михайлов Рязанской губернии. Сжатый естественно-географический и историко-экономический краеведческий очерк. Бабкин М. В. 1929 год
4. ↑  Деревня Дмитриевка, Михайловский район | История, культура и традиции Рязанского края. 62info.ru. Дата обращения: 21 апреля 2021. Архивировано 21 апреля 2021 года.